# 庫斯科旗幟

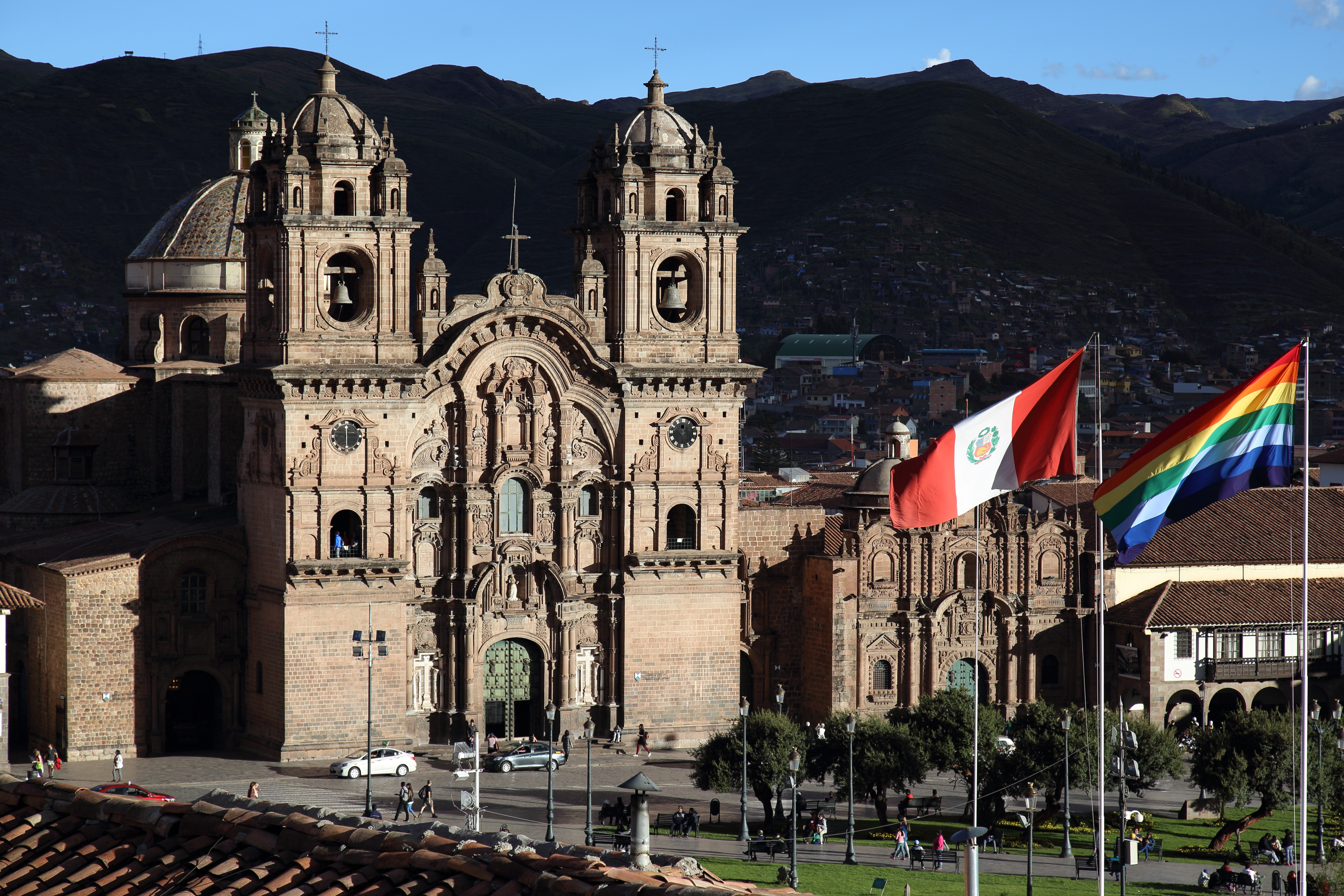
庫斯科兵器廣場，飄揚的秘魯國旗與庫斯科旗幟

庫斯科旗幟是秘魯庫斯科地區的官方旗幟，由七種顏色的水平條紋：紅色、橙色、黃色、綠色、天藍色、藍色和紫色構成，這面彩虹旗於1973年由勞拉·蒙特西諾斯·埃斯佩霍（Raúl Montesinos Espejo）引入秘魯，以紀念他的Tawantinsuyo廣播電台成立25週年。隨著旗幟越來越受歡迎，庫斯科市長吉爾伯托·穆尼茲·卡帕羅 (Gilberto Muñiz Caparó) 於1978年宣布它為官方旗幟。
由於與象徵LGBT的彩虹旗相似，因此在2021年的6月4日，旗幟加上了同樣象徵庫斯科的埃切尼克太陽徽章圖樣。（不過實際上，庫斯科旗幟不論創造時間或官方啟用時間皆早於LGBT彩虹旗。）

## 使用

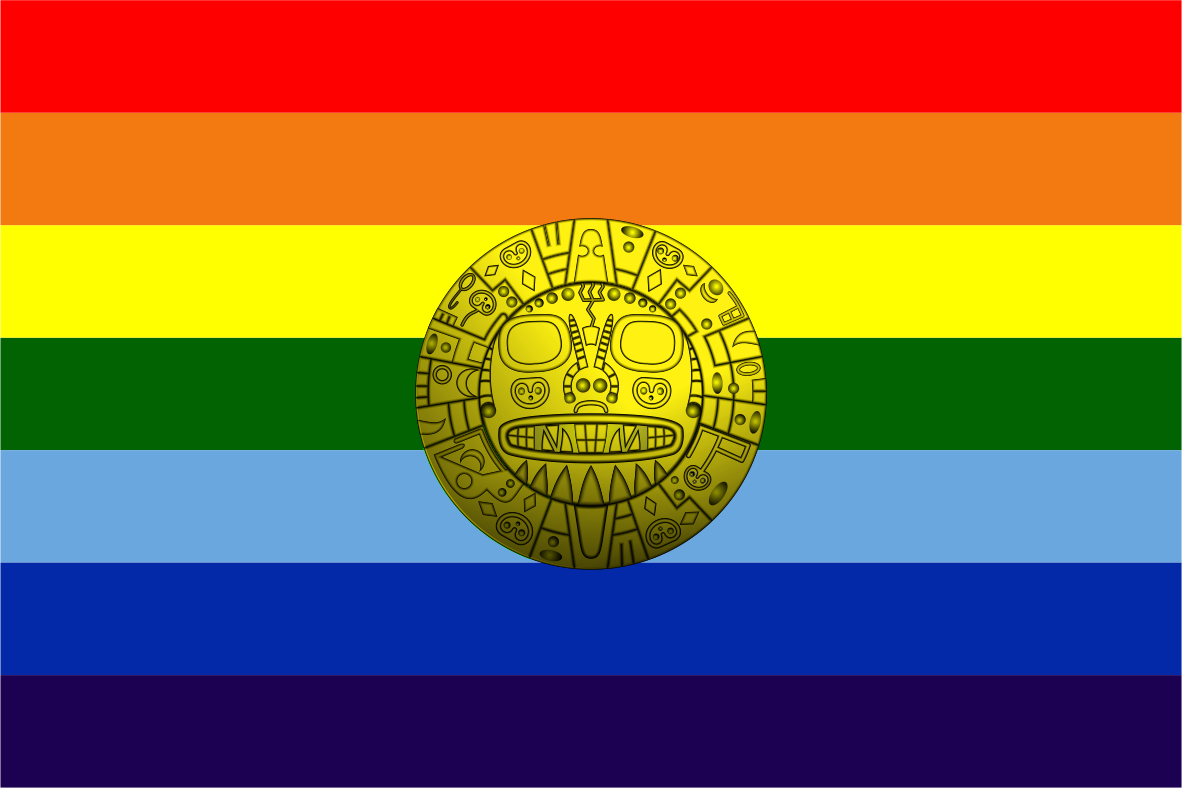
庫斯科旗幟

除了作為庫斯科市和庫斯科大區的官方旗幟外，有時也被用於克丘亞人的非官方象徵。

## 舊版

庫斯科旗幟 (1821-1978)

庫斯科的第一面旗幟由猩紅色背景和可追溯到西班牙時代的紋章組成，於1540年授予，1821年採用，直至1978年被彩虹旗取代。